# Heliamphora nutans
Heliamphora nutans é uma espécie vegetal pertencente à família Sarraceniaceae, endêmica da região do Monte Roraima.